# Азра (Дордоња)
Азра (фр. Azerat) насеље је и општина у југозападној Француској у региону Аквитанија, у департману Дордоња која припада префектури Периже.
По подацима из 2011. године у општини је живело 427 становника, а густина насељености је износила 21,3 становника/km². Општина се простире на површини од 20,05 km². Налази се на средњој надморској висини од 145 метара (максималној 317 m, а минималној 128 m).

## Демографија
| 1962. | 1968. | 1975. | 1982. | 1990. | 1999. | 2011. |
| ----- | ----- | ----- | ----- | ----- | ----- | ----- |
| 481   | 495   | 454   | 419   | 407   | 409   | 427   |

График промене броја становника у току последњих година